# Cébron
El Cébron es un río francés que discurre por el departamento de Deux-Sèvres. Es un afluente del Thouet por su orilla izquierda, por lo tanto es un subafluente del Loira.

## Geografía
El Cébron nace en el límite de las comunas de Fénery y Clessé, en la región bien regada de los altos de Gâtine, al noroeste del departamento de Deux-Sèvres, a 230 metros de altitud y alrededor de una docena de kilómetros al oeste-noroeste de Parthenay. Su curso generalmente está orientado desde el suroeste hacia el noreste. El Cébron desemboca en el Thouet, en su orilla izquierda, justo enfrente de la ciudad de Saint-Loup-sur-Thouet (comuna de Saint-Loup-Lamaire), situada a cinco kilómetros al suroeste de Airvault, a una veintena de kilómetros al norte-noreste de Parthenay.

### Afluentes
Los principales afluentes del Cébron son dos arroyos, el Raconnière y el Taconnière, que se unen a la altura del lago Cébron.

### Comunas atravesadas
El Cébron atraviesa sucesivamente los municipios de Clessé, Fénery, Saint-Germain-de-Larga-Chaume, Adilly, Santo-Aubin-el-Cloud, Châtillon-sobre-Thouet, Amailloux, Viennay, Lageon, Gourgé, Louin y Saint-Loup-Lamairé, todas ubicadas en el departamento de Deux-Sèvres.

### El embalse del Cébron-Puy Terrier

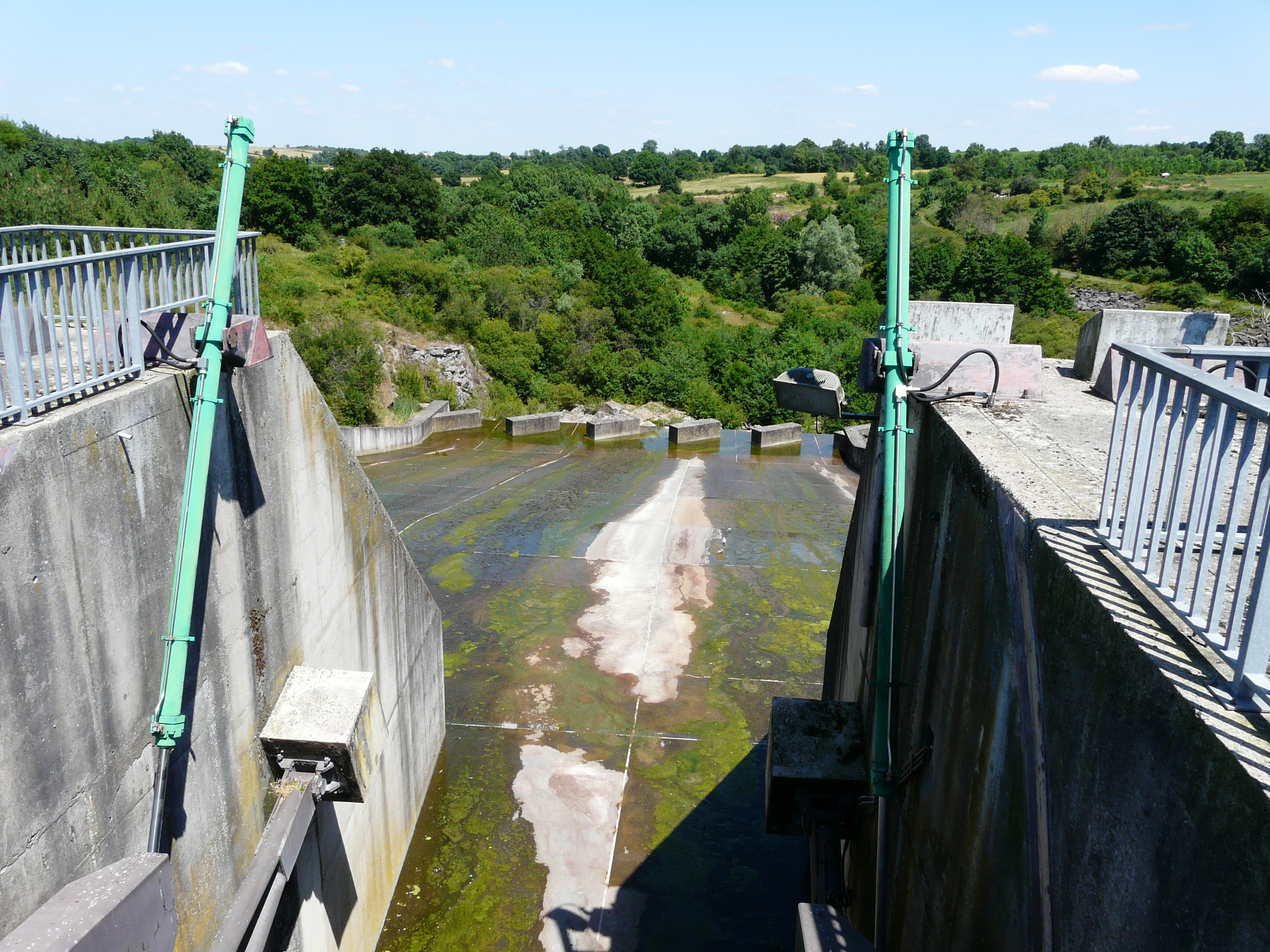
El embalse del Cébron

En el curso del río se encuentra una gran presa (el embalse del Cébron-Puy Terrier) establecida en el límite de las comunas de Louin y Saint-Loup-Lamaire. Su capacidad de almacenamiento  es 11,5 millones de m³, que es el equivalente del caudal medio del Cébron al final de su recorrido, durante más de cinco mes. Su función principal es el suministro de agua potable a una parte del departamento de Deux-Sèvres, pero después de tratar el agua para su descontaminación con el fin de eliminar los microorganismos y la materia orgánica. Siete millones de m³ se utilizan para este propósito cada año, o casi 19,000 toneladas por día o 220 litros por segundo.
El embalse proporciona igualmente agua para el riego de 2.000 hectáreas de terreno (20 km²). El lago Cébron, de una superficie de 1,82 km² es también un lugar de ocio donde se puede practicar la pesca o los deportes náuticos. También es un lugar de reproducción para las aves migratorias.

## Hidrología

### Impacto del embalse
La construcción del embalse del Cébron-Puy Terrier ha modificado totalmente los caudales naturales.
Dos estaciones hidrométricas funcionan en el Cébron:
- la primera en Saint-Loup-Lamairé, a la salida del embalse, muestra los caudales modificados según las necesidades económicas y de otro tipo de la zona.
- La segunda en Gourgé, en el lugar llamado Campo de los ballastières, está ubicada aguas arriba del embalse de la presa y cubre un área de 68 km² para un caudal promedio de 0,502 m³/s, es decir el 40 % de la superficie de la cuenca, pero el 60 % del caudal total del río.

### Los caudales aguas arriba de la presa
El Cébron es un río bastante caudaloso ya que se beneficia del clima relativamente húmedo de la región noreste del departamento de Deux-Sevres. Su flujo fue estudiado durante un período de 26 años (1983-2008) en Gourgé, aguas arriba de la presa de Cébron. La cuenca de captación del río es de 68 km² o el 40% del total.
El módulo del río en Gourgé es de 0,499 m³/s, es decir, el 60 % del caudal final.
El Cébron presenta fluctuaciones estacionales de caudal muy marcadas. El periodo de aguas
altas se desarrolla en invierno y se acompaña de caudales mensuales medios de 0,80 a 1,72 m³/s, de diciembre a febrero inclusive (con un máximo muy claro en enero). Los meses de marzo y de abril constituyen un periodo de transición a cudales todavía abundantes. En mayo, el caudal disminuye mucho y se llega así al periodo de aguas bajas que se produce de junio a septiembre, con un declive muy de importante del caudal promedio mensual que llega hasta los 0,013 m³/s en mes de agosto, es decir trece litros por segundo, lo que representa un estiaje medio severo, incluso para un río de tan pequeño tamaño. No obstante las fluctuaciones de caudal pueden ser de mayor entidad según los años.
Cuando el nivel del agua es bajo, el VCN3 puede caer a 0.0 m³/s, en el caso de un período seco de cinco años, la corriente se seca.
Las inundaciones pueden ser muy importantes a pesar del pequeño tamaño de la cuenca. Dada la impermeabilidad del suelo (subsuelos graníticos), las inundaciones son relativamente tan importantes como las de los afluentes de la parte aguas abajo (meridional) de la cuenca de Mayenne (el Oudon, por ejemplo) o los ríos de la Cuenca del Sèvre Nantes. El QIX 2 y QIX 5 son, respectivamente, 15 y 26 m³/s. El QIX 10 es 32 m³/s, el QIX 20 es 39 m³/s, mientras que el QIX 50 no se pudo calcular debido a la falta de tiempo de observación suficiente.
El caudal instantáneo máximo registrado en Gourgé durante este periodo, fue de 184 m³/s el 27 de noviembre de 1998, mientras que el caudal diario máximo registrado fue de 24,6 m³/s el 22 de enero de 1995. Comparando el primero de estos valores con la escala de QIX del río, parece que esta inundación fue mucho más grande que la definida por el QIX 20, y por lo tanto bastante excepcional
Finalmente, debe anotarse aquí que el Cébron es un río moderadamente caudaloso. La escorrentía de agua en esta parte de su cuenca es de 234 milímetros anuales, que es casi equivalente al promedio de la cuenca del Loira (244 milímetros). El caudal específico o (Qsp) del río alcanza los 7.4 litros por segundo por kilómetro cuadrado de cuenca.

### La situación aguas abajo del embalse
En la estación hidrométrica de Saint-Loup-Lamairé, a la salida del embalse, el caudal del Cébron ha sido estudiado durante el mismo periodo de 26 años (1983-2008). La superficie estudiada es de 162 km² es decir, la casi totalidad de la cuenca  que vierte al río.
El módulo del río en Saint-Loup-Lamairé es de 1,04 m³/s.
La lámina de agua que fluye en la totalidad de la cuenca cae a 203 milímetros anualmente, una cantidad moderada. Su caudal específico o (Qsp)  sube desde allí a 6,4 litros por segundo y por kilómetro cuadrado de cuenca.

## Anexos